# Sergey Emelin
Sergey Emelin, né le 16 juin 1995 à Rouzaïevka en Mordovie, est un lutteur russe spécialiste de la lutte gréco-romaine.

## Palmarès

### Jeux olympiques
- Médaille de bronze en catégorie des moins de 60 kg en 2020

### Championnats du monde
- Médaille d'or en catégorie des moins de 60 kg en 2018
- Médaille d'argent en catégorie des moins de 60 kg en 2019

### Championnats d'Europe
- Médaille d'or en catégorie des moins de 60 kg en 2018
- Médaille d'argent en catégorie des moins de 60 kg en 2019